# 루앙 대성당 (모네)
《루앙 대성당》은 클로드 모네가 제작한 연작 그림이다. 오르세 미술관 소장. 모네는 빛의 작용에서, 전적으로 같은 정경을 다른 매력으로 그리려는 것을 되풀이해서 추구했다. 이 루앙 대성당에서도 모네는 한 작품마다 새로운 매력을 찾아 내고 있다.
루앙 대성당은 고딕 건축에서도 후기에 속한 것으로서, 이에 그 무렵의 건축은 장식한 위에 장식을 거듭하여, 그 사원도 공중에 레이스를 펼친 듯한 화려함을 보이고 있다. 모네는 정면에서, 또한 이와 같이 비스듬히 옆에서 그리는데, 동시에 흐린 날이나 갠날을 각각 다른 분위기로 그리고 있다.
인상파 이전의 회화가 일반적으로 가장 존중한 것은 물체나 인상(人像)이 입체로 된 완전한 윤곽이었다. 그러나 모네는 빛을 주안으로 한만큼, 형태의 일체를 빛에 용해시키고 있다. 사원의 창이나 조각, 혹은 종탑은 모네의 부드러운 용해에서 일층 레이스처럼 되고, 본래 어두운 회색의 석조건축은 다시 모네의 손에 의해서 하나의 색조로 표현된다고는 하지만, 그것은 한없는 억양을 낳고, 음영 속에도 색을 빛내어 몽환 속에 보는 듯한 매력까지 창조해 내고 있다.

## 역사
《루앙 대성당》은 30점이 넘는 그림으로 이뤄진 연작으로, 1892년~1893년 프랑스 노르망디 루앙에서 그려졌으며 1894년에는 모네의 스튜디오에서 추가로 그려졌다. 루앙에 머물 당시 모네는 대성당 건너편의 공간을 빌려 임시 스튜디오로 사용했다. 1895년 모네는 지금까지 그린 작품 가운데 최고의 그림 20점을 골라 파리의 화방에 전시하였고, 전시가 끝날 때까지 총 8점을 판매하였다. 당시 전시회에는 카미유 피사로와 폴 세잔이 방문하여 극찬을 남기고 갔다고 한다.
《루앙 대성당》은 시기를 잘 타고난 그림이기도 하였는데 1890년대 초 프랑스는 가톨릭교에 대한 관심이 일어나 있었으며, 프랑스 각지의 주요 성당을 소재로 삼은 작품들이 호평받고 있었다. 본 그림의 소재가 된 루앙 대성당은 종교적 의미도 있었지만, 중세 시대에 많은 유럽 국가에서 본받고 채택했던 고딕 양식으로 지어졌다는 점에서, 프랑스의 역사화 문화를 대표하는 것으로 여길 만했다.
공개 당시 프랑스 정부에서 전 작품을 입수하여 전시해 달라는 요청도 있었으나 프랑스 정부 측이 이를 무시하면서, 오늘날 《루앙 대성당》은 세계 각지의 미술관과 개인으로 소장처가 쪼개져 있다. 가장 많은 작품을 소장 중인 곳은 파리의 오르세 미술관으로 총 5점이 영구 소장되어 있으며, 나머지 소장처는 2점~1점씩 소장 중이다. 간혹 특별전을 통해 여러 작품이 한데 모이기도 하는데, 1994년에는 프랑스의 루앙 미술관에서 총 16점을 한번에 전시하여 주목을 받았고, 2018년에는 영국의 내셔널 갤러리에서 '모네와 건축' (Monet & Architecture) 특별전을 기획하여 5점을 한 공간에 동시 전시하였다. 당시 카디프 국립박물관, 클라시크 스티프퉁 바이마르, 보스턴 미술관, 스위스 바이엘러 재단, 신원 불명의 개인 소장가로부터 대여받아 전시하였다.

## 상세

### 명암의 변화
《루앙 대성당》 을 그릴 당시 모네는 작품 속 피사체로 삼은 루앙 대성당에 쐬이는 빛이 낮과 밤, 계절마다 달라져 서로 다른 색감을 부여하는 모습에 깊은 인상을 받았다. 모네의 입장에서 빛이 피사체에 미치는 영향은 피사체 그 자체만큼이나 중요했던 것이다. 다양한 조명 속 같은 피사체를 다룬 수련 연작 등과 마찬가지로, 본 작품은 주어진 시간과 장소에서 피사체를 인식하는 데 있어 빛의 중요성을 주목하기 위한 의도로 볼 수 있다.

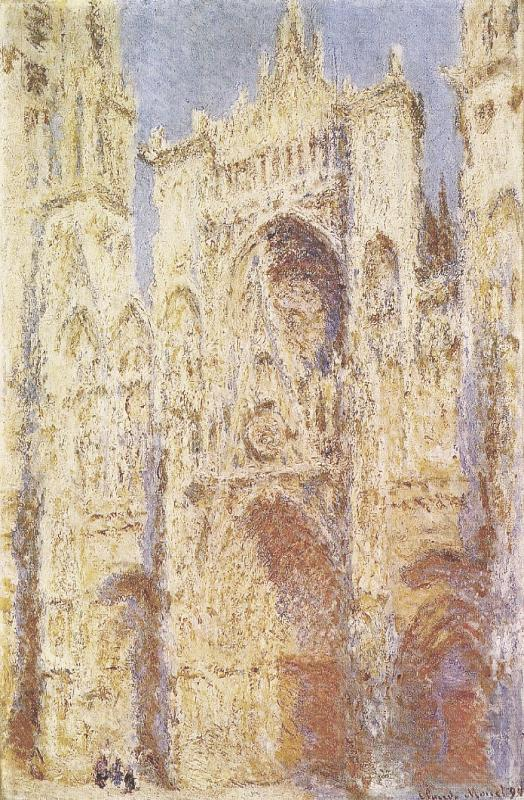
《루앙 대성당, 서쪽 정문, 햇살》 (1894년)  미국 워싱턴 D.C. 내셔널 갤러리 오브 아트 소장
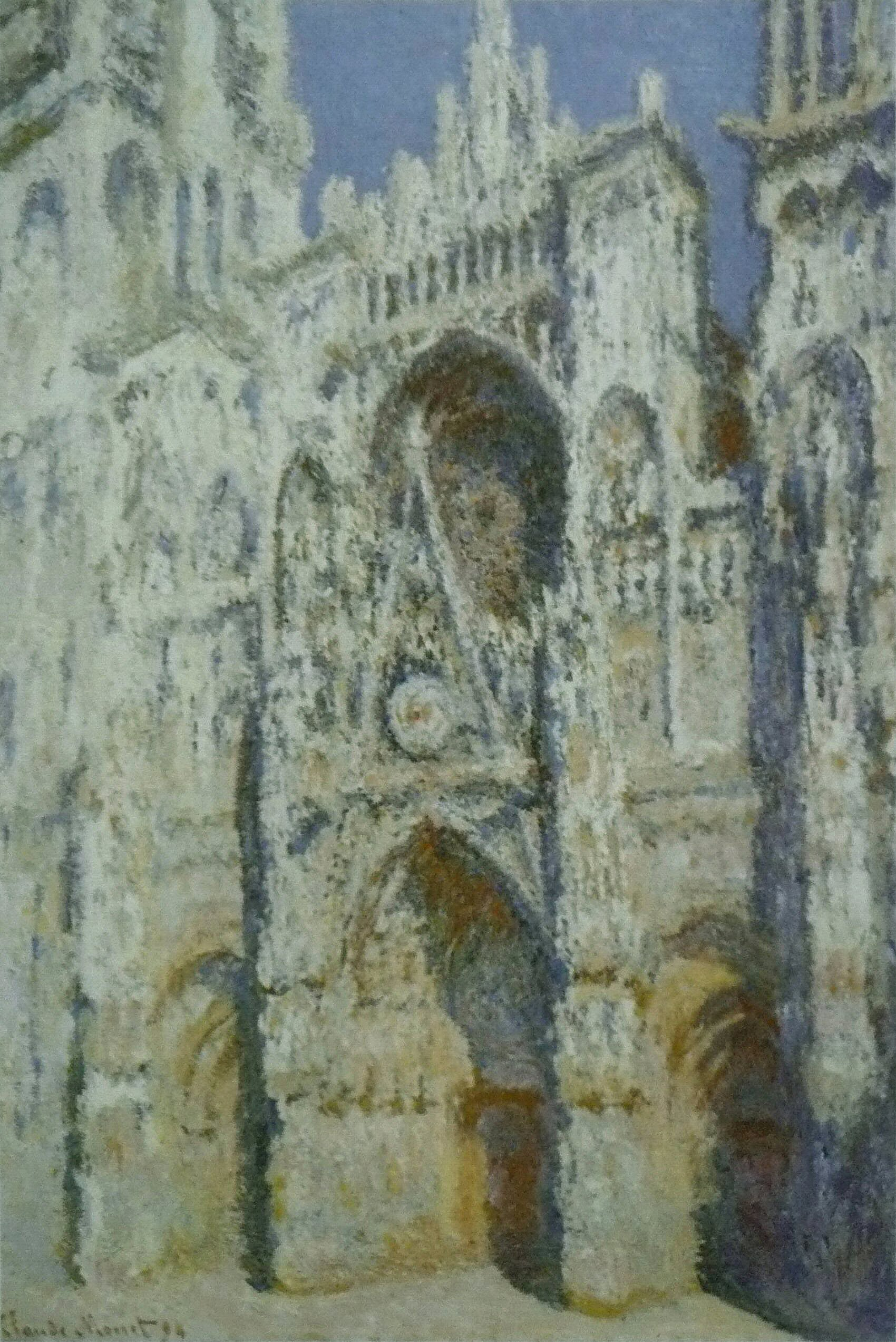
《루앙 대성당, 정문과 생 로맹 탑, 햇살 가득한 파랑빛과 금빛 조화》 (1892년~1893년) 프랑스 파리 오르세 미술관 소장
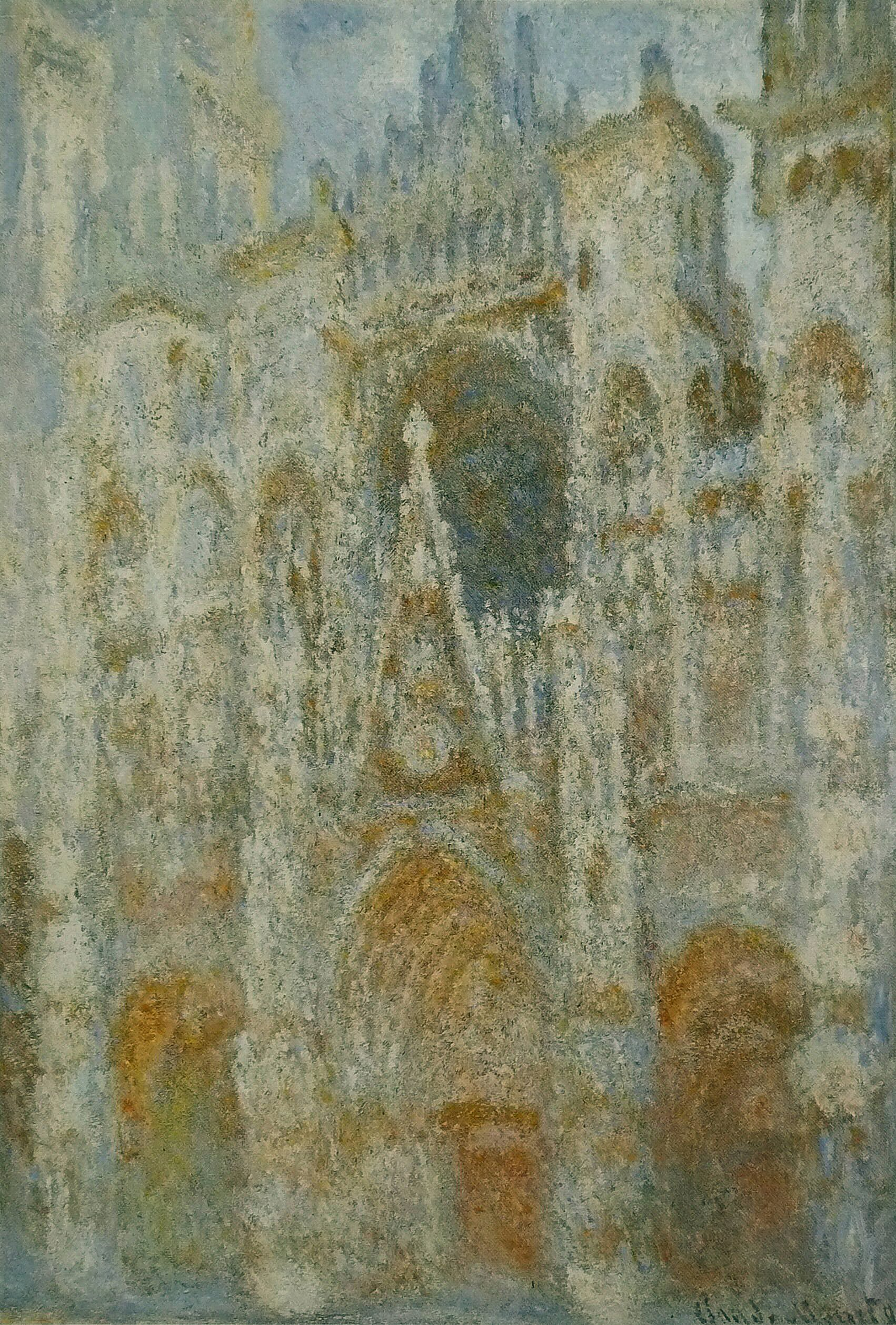
《루앙 대성당, 정문, 아침 햇살의 파랑빛 조화》 (1892년~1893년) 프랑스 파리 오르세 미술관 소장
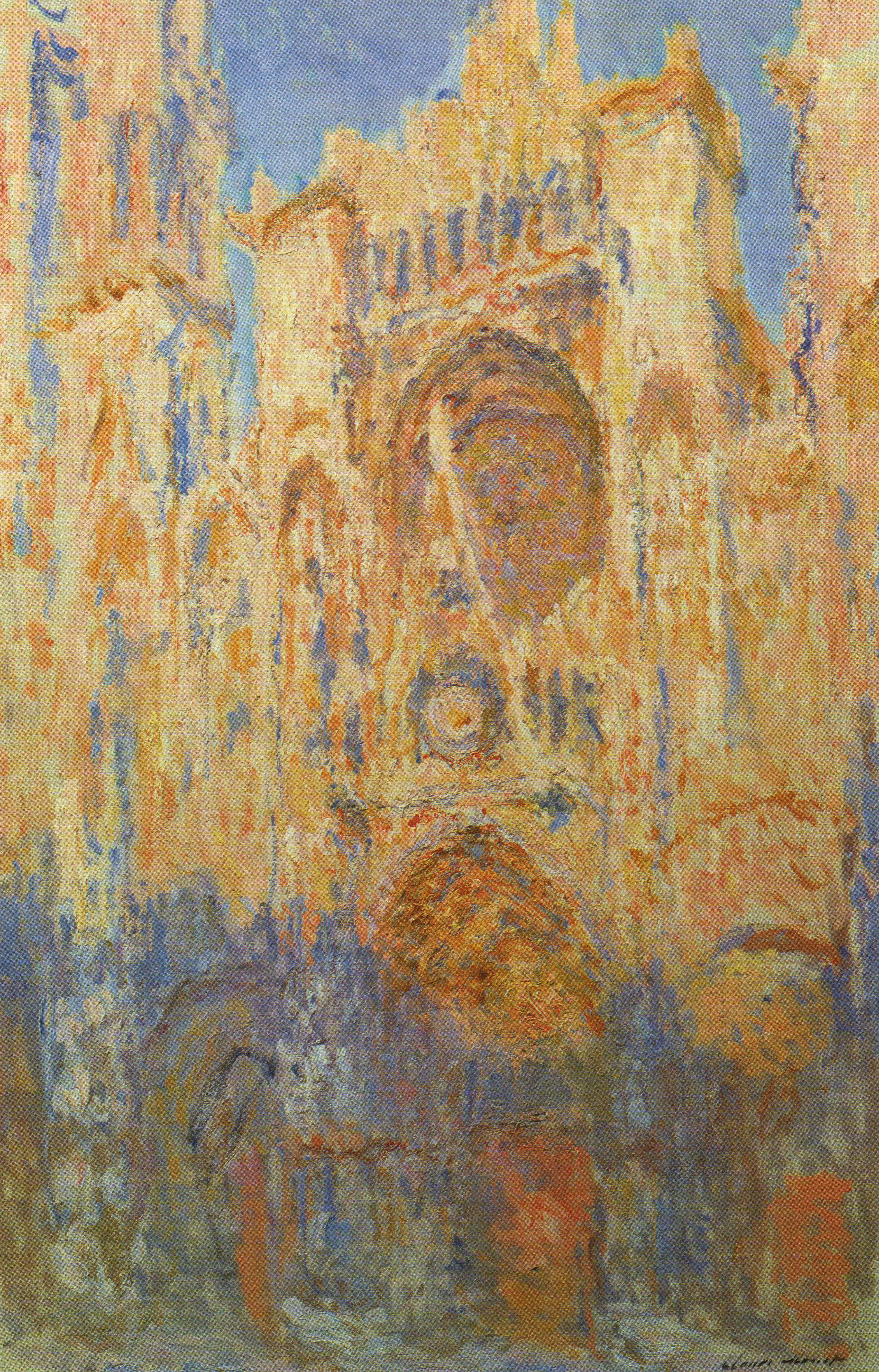
《루앙 대성당, 정문 (해질녘), 파랑빛과 금빛 조화》 (1892년~1894년) 프랑스 파리 마르모탕 모네 박물관 소장

로버트 펠프리는 〈예술과 매스미디어〉 (Art and Mass Media)에서, "모네는 동일한 주제를 일련의 그림으로 주목함으로써 시각적 감각을 고스란히 기록하는 데 집중할 수 있었다. 피사체는 변하지 않더라도 빛의 조건변화에 따라 시각적 감각은 끊임없이 변화하였다"고 평하고 있다.
모네가 하나의 소재를 일련의 그림으로 작업한 것은 이번이 처음은 아니었지만, 모든 연작 가운데서도 가장 완성도 높은 작품으로 꼽힌다. 다만 루앙 대성당을 그리기 이전에는 주로 풍경을 그렸다는 점에서 주제의 변화도 존재하였다. 모네는 대성당을 소재로 삼으면서 영원하고 견고해 보이는 구조물과 끊임없이 변화하는 빛이 우리의 지각에 미치는 역설을 강조할 수 있었다.

### 기법
대성당을 그리는 것은 모네로서도 쉽지 않은 작업이었다. 마이클 하워드는 〈인상주의 백과사전〉 (Encyclopedia of Impressionism)에서 다음과 같이 해설하고 있다.
늘 그랬지만 이 그림들도 모네에게 극심한 어려움을 안겼고 절망에 빠뜨렸다. 모네는 분홍색, 파란색, 노란색처럼 각양각색으로 된 대성당이 자신을 덮치는 악몽을 꾸었다 ... [모네가 남긴 글에 따르면] '작업에 매진할 수 없는 것은 매일마다 그 전날 보지 못했던 것을 발견하기 때문이다... 결국 나는 불가능한 것을 시도하고 있다'.
이처럼 모네는 자신이 그리려고 했던 빛이 시시각각 변하는 성질, 그리고 빛 자체의 극도로 미묘한 색감 때문에 이것들을 포착하는 것은 불가능에 가깝다는 것을 깨달았다. 하지만 모네는 특정 시간대의 대성당 풍경에 담긴 특색을 빠르게 포착한 다음, 나중에 스케치를 할 때 풍경에 대한 기억을 되살리면서 완성시키는 작업방식을 떠올리게 되었다. 또 대성당의 복잡한 색감을 표현하기 위해 풍부한 질감의 페인트를 두껍게, 겹겹이 칠하는 기법을 채택하였다. 폴 헤이스 터커는 〈클로드 모네: 삶과 예술〉 (Claude Monet: Life and Art)라는 책에서 다음과 같이 해설하고 있다.
자연 효과를 관찰할 줄 알았던 모네의 감성만이 이 그림을 돋보이게 만든 요인은 아니었다. 모네가 매체를 다룬 방식도 작품의 장엄함에 기여하였다. 캔버스의 표면이 말 그대로 성당 정면의 벽돌처럼 겹겹이 쌓아 올린 물감으로 뒤덮여 있기 때문이다.
미묘한 색채의 조합, 예술가의 예리한 시선, 질감의 활용으로 빛과 색감으로 반짝이는 일련의 화상을 만들어내며, 소재의 웅장함에 걸맞은 명작을 탄생시킨 것이었다.

## 갤러리

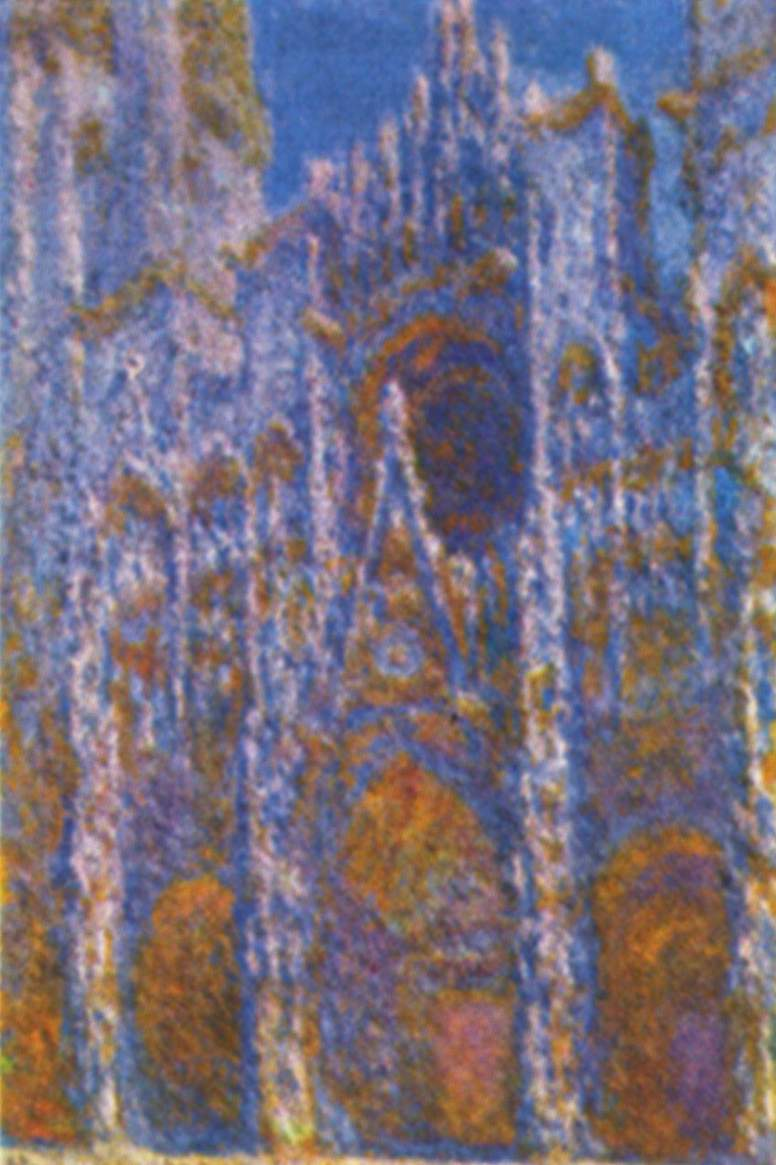
《아침 햇살의 루앙 대성당 입구와 생로맹 탑, 푸른빛 조화》 (1893년)  프랑스 오르세 미술관 소장
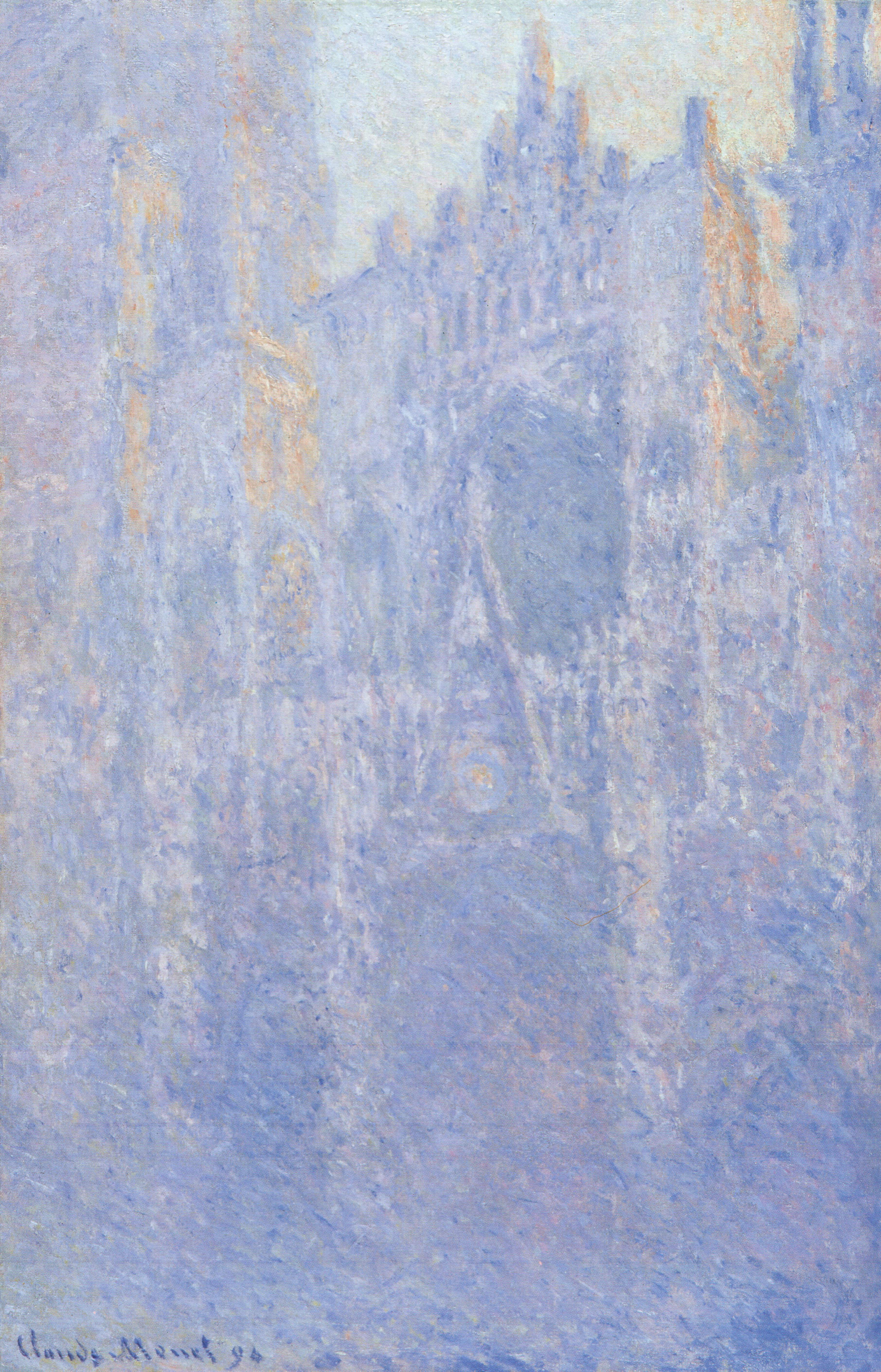
《루앙 대성당, 정면 입구 (아침 효과)》 (1892년~1894년)  독일 폴크바크 박물관 소장
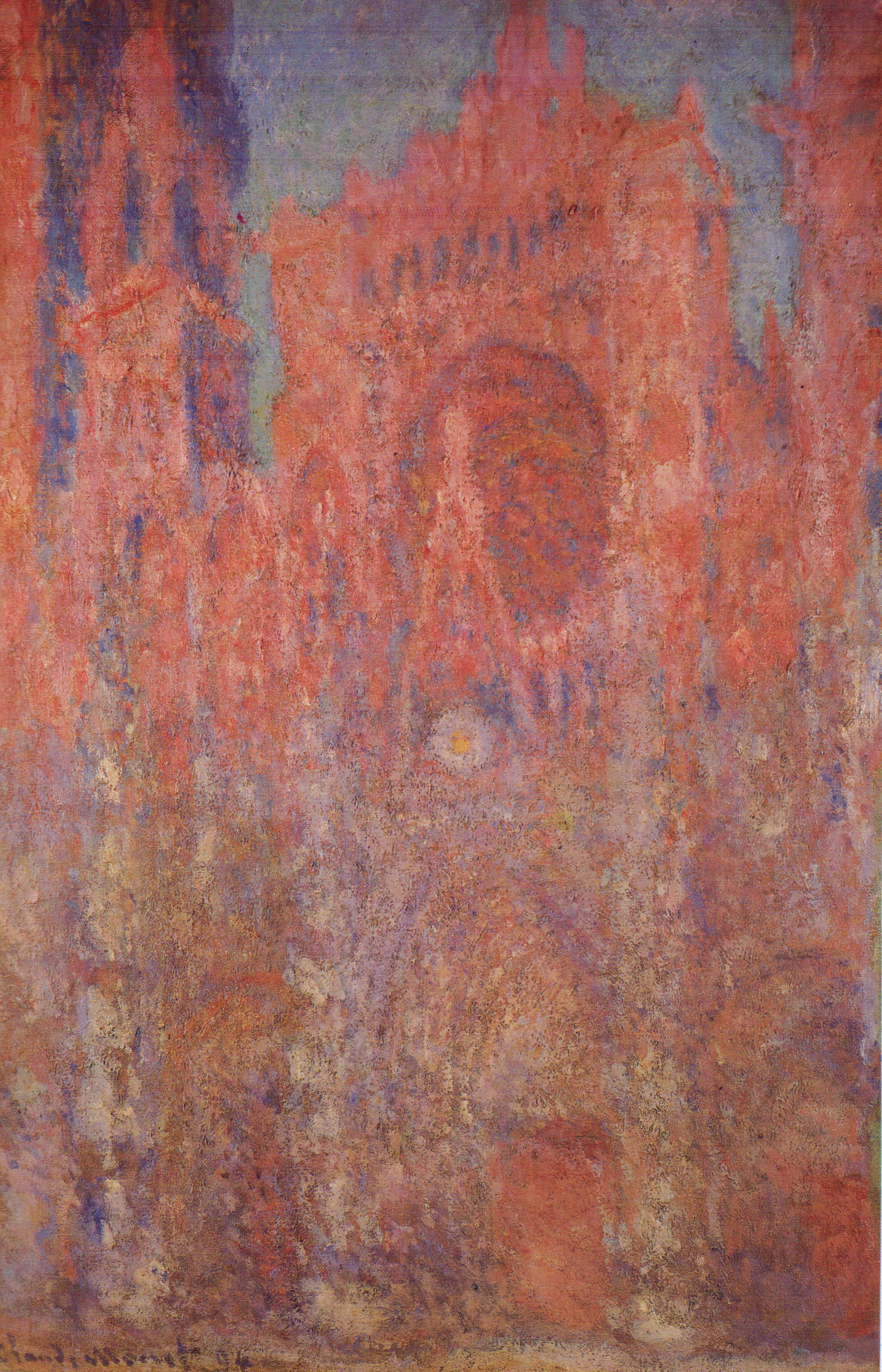
《루앙 대성당, 정면 입구 1》 (1892년~1894년)  일본 폴라 미술관 소장
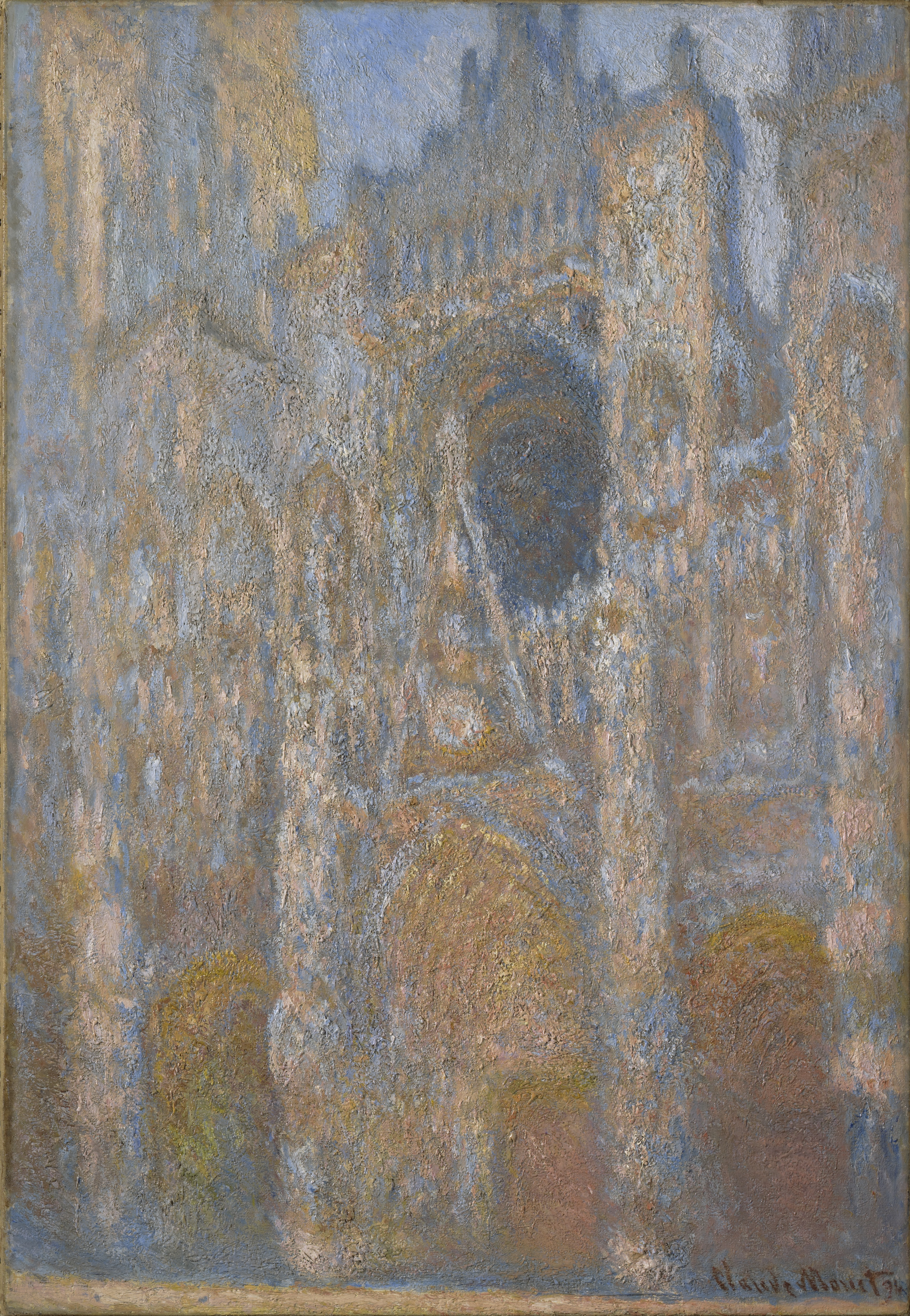
《루앙 대성당, 햇살 속 정면 입구》 (1894년)  미국 클라크 예술 연구소 소장
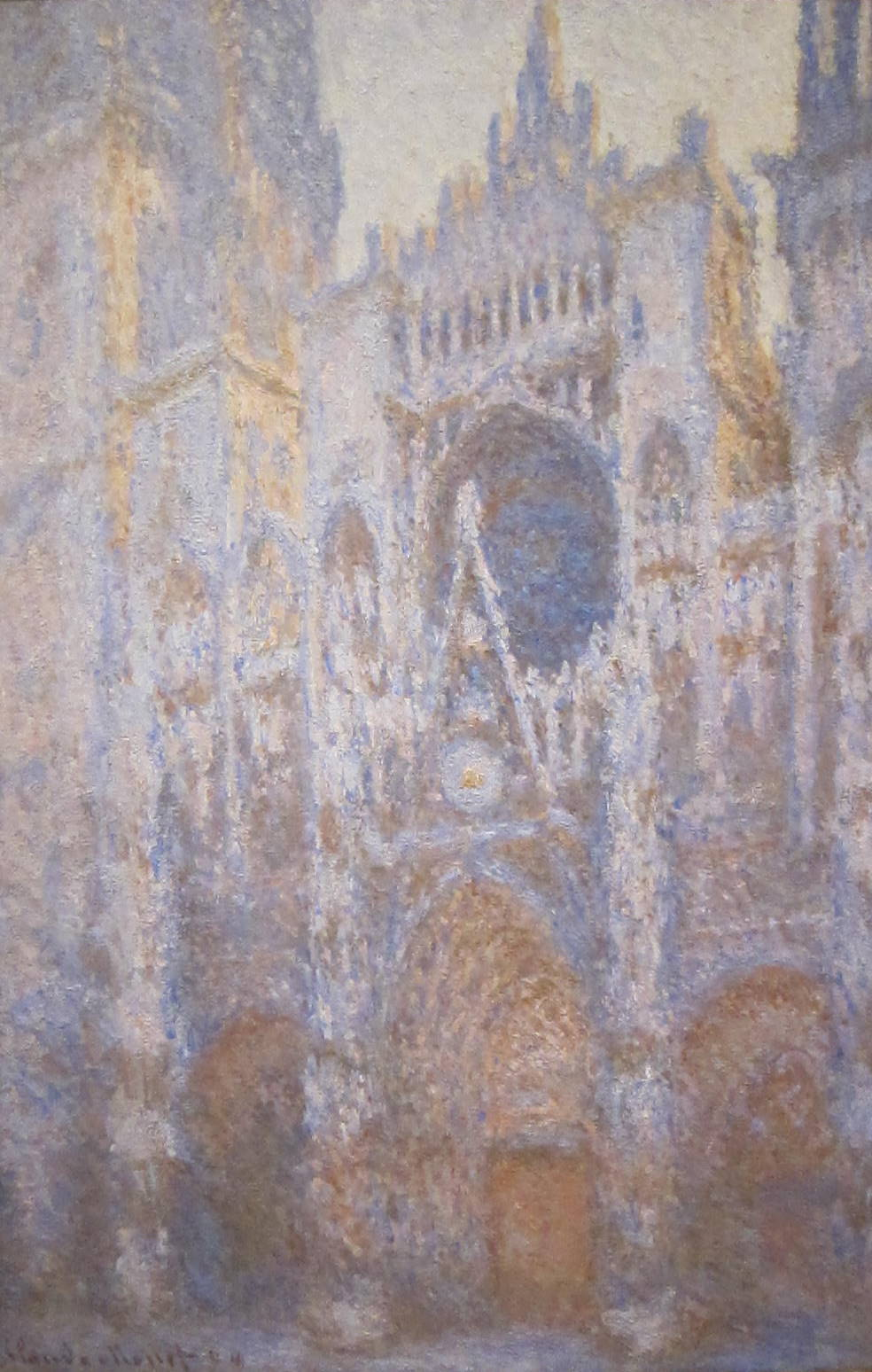
《루앙 대성당, 서쪽 입구》 (1894년)  미국 내셔널 갤러리 오브 아트 소장
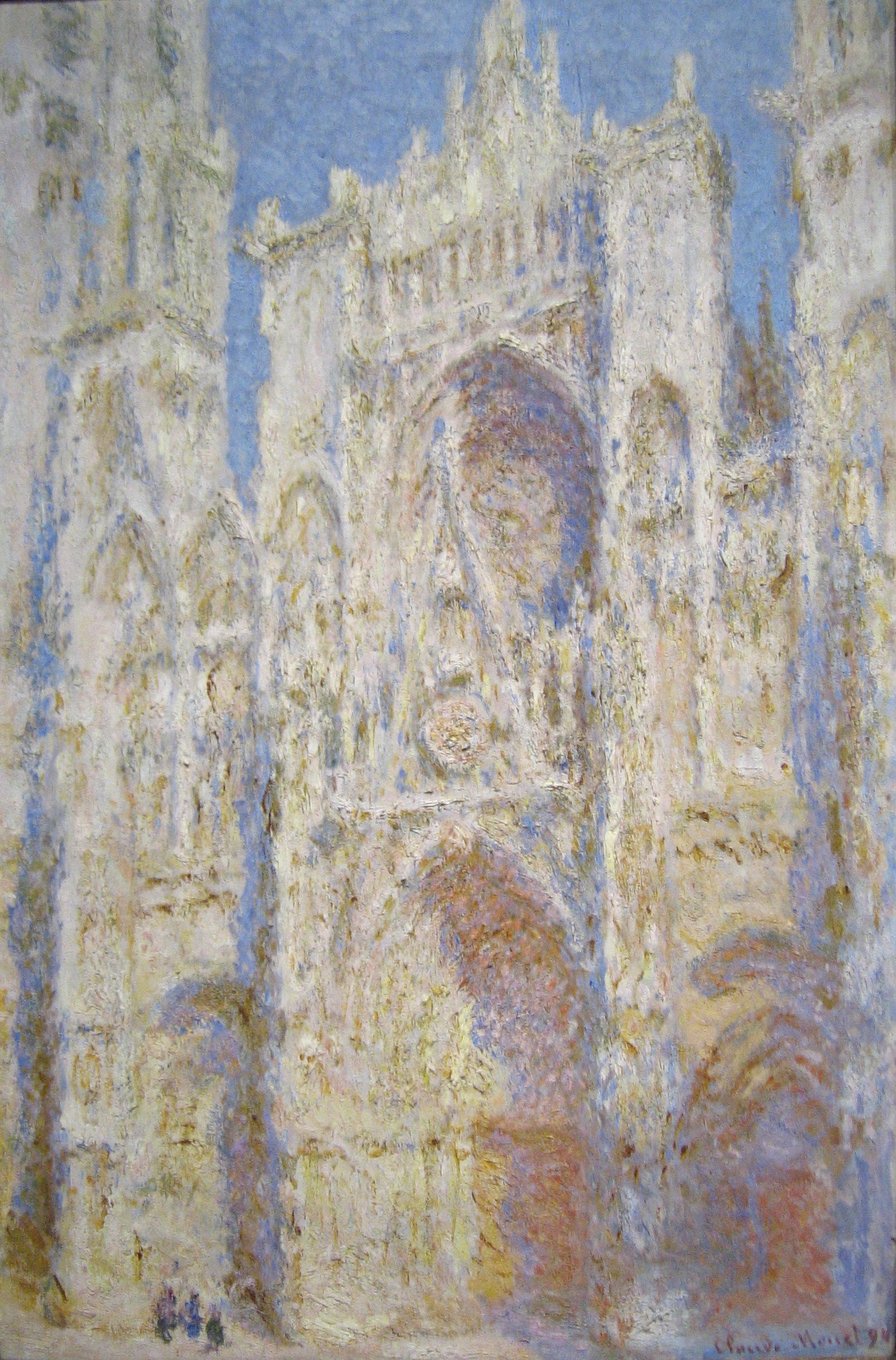
《루앙 대성당, 서쪽 입구, 햇살》 (1894년)  미국 내셔널 갤러리 오브 아트 소장
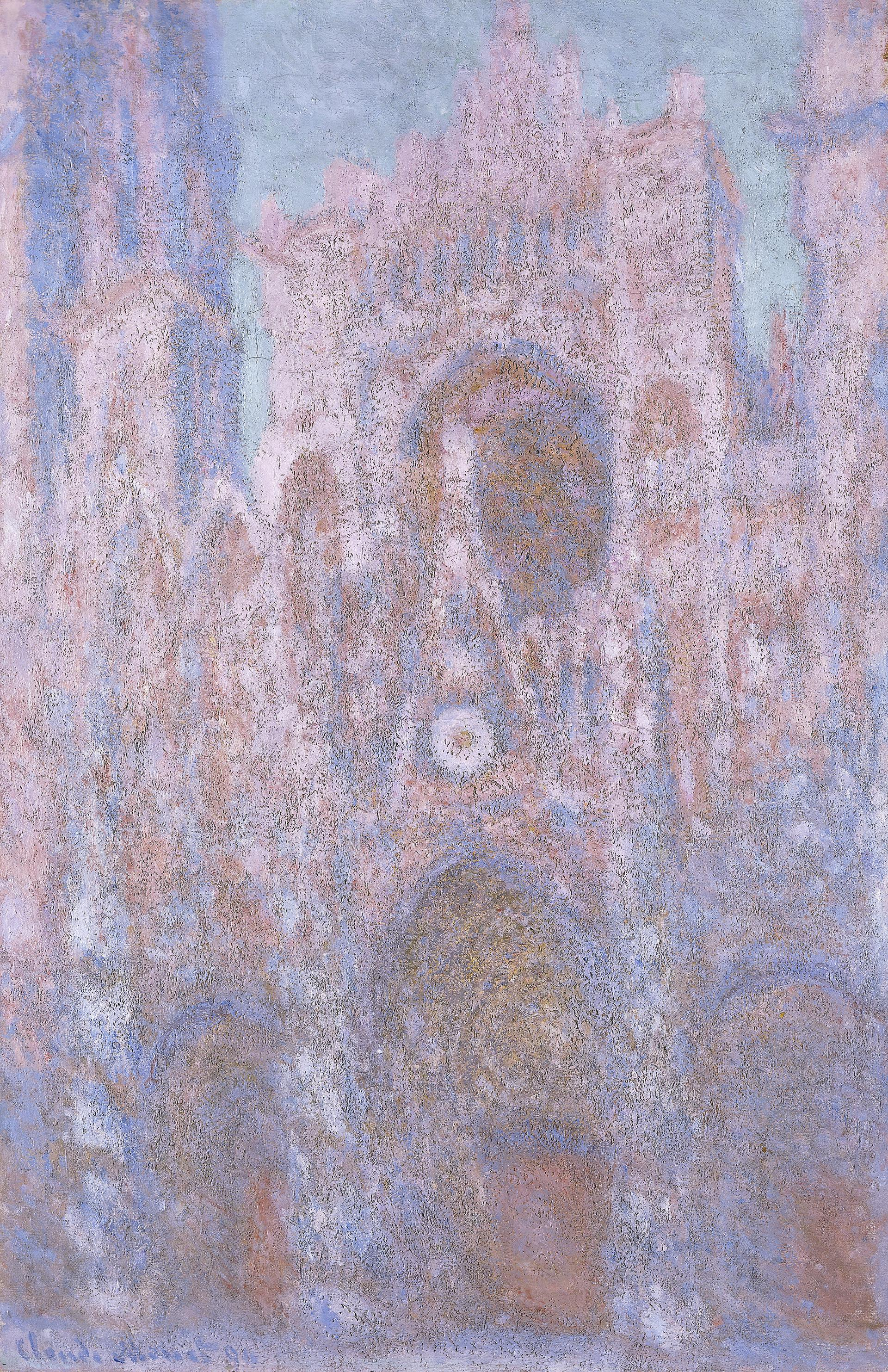
《루앙 대성당 - 저녁 햇살 (회색빛과 분홍빛의 조화)》 (1894년)  영국 카디프 국립박물관 소장
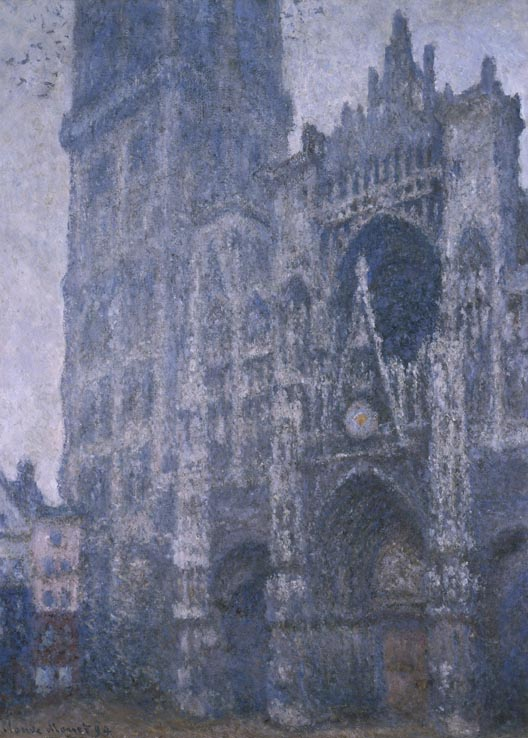
《루앙 대성당, 정면 입구와 알바넬 탑, 흐린 날씨》 (1894년)  영국 카디프 국립박물관 소장
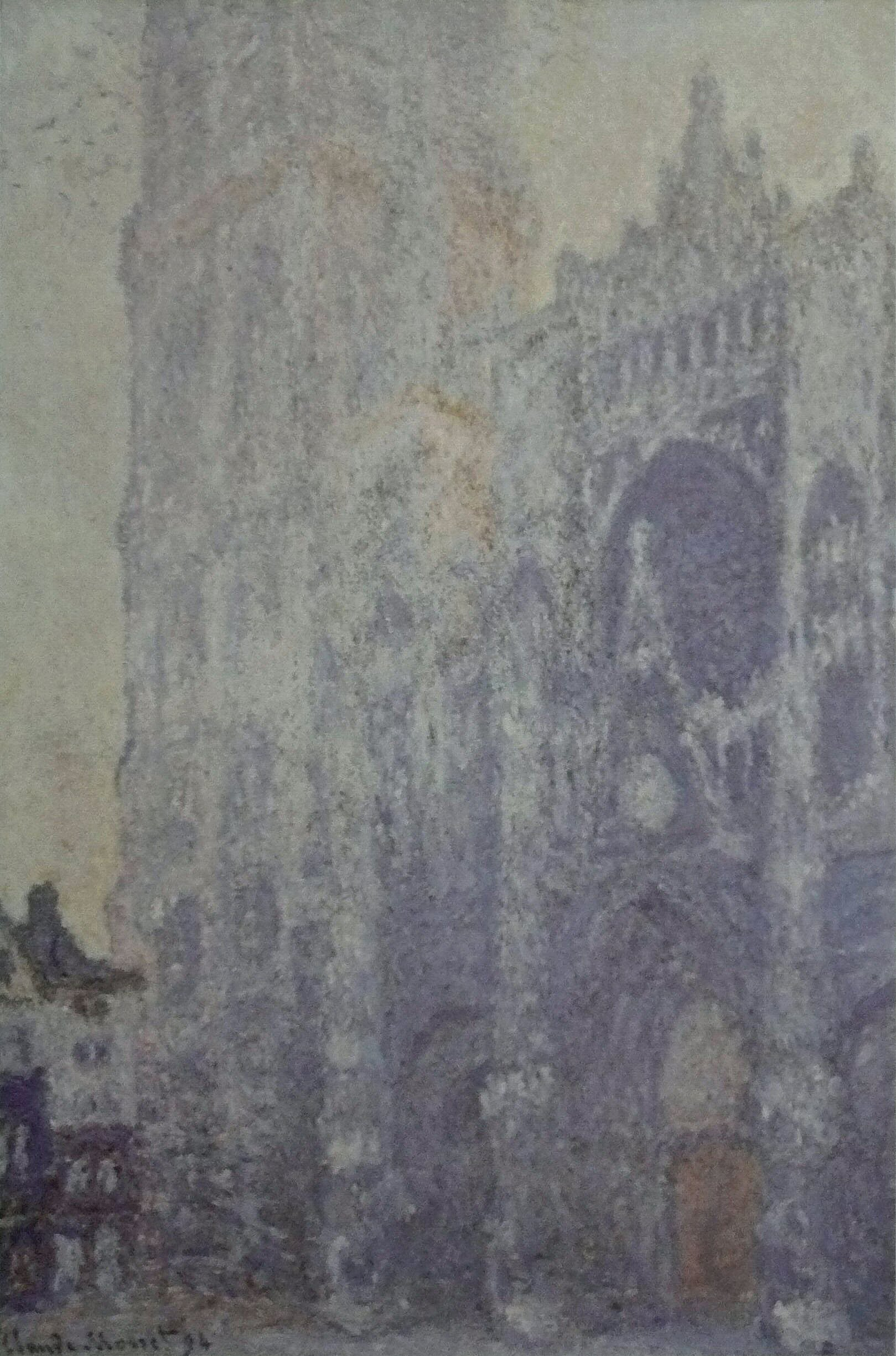
《루앙 대성당, 정면 입구와 생로맹 탑, 아침 효과, 흰빛의 조화》 (1892년~1893년)  프랑스 오르세 미술관 소장
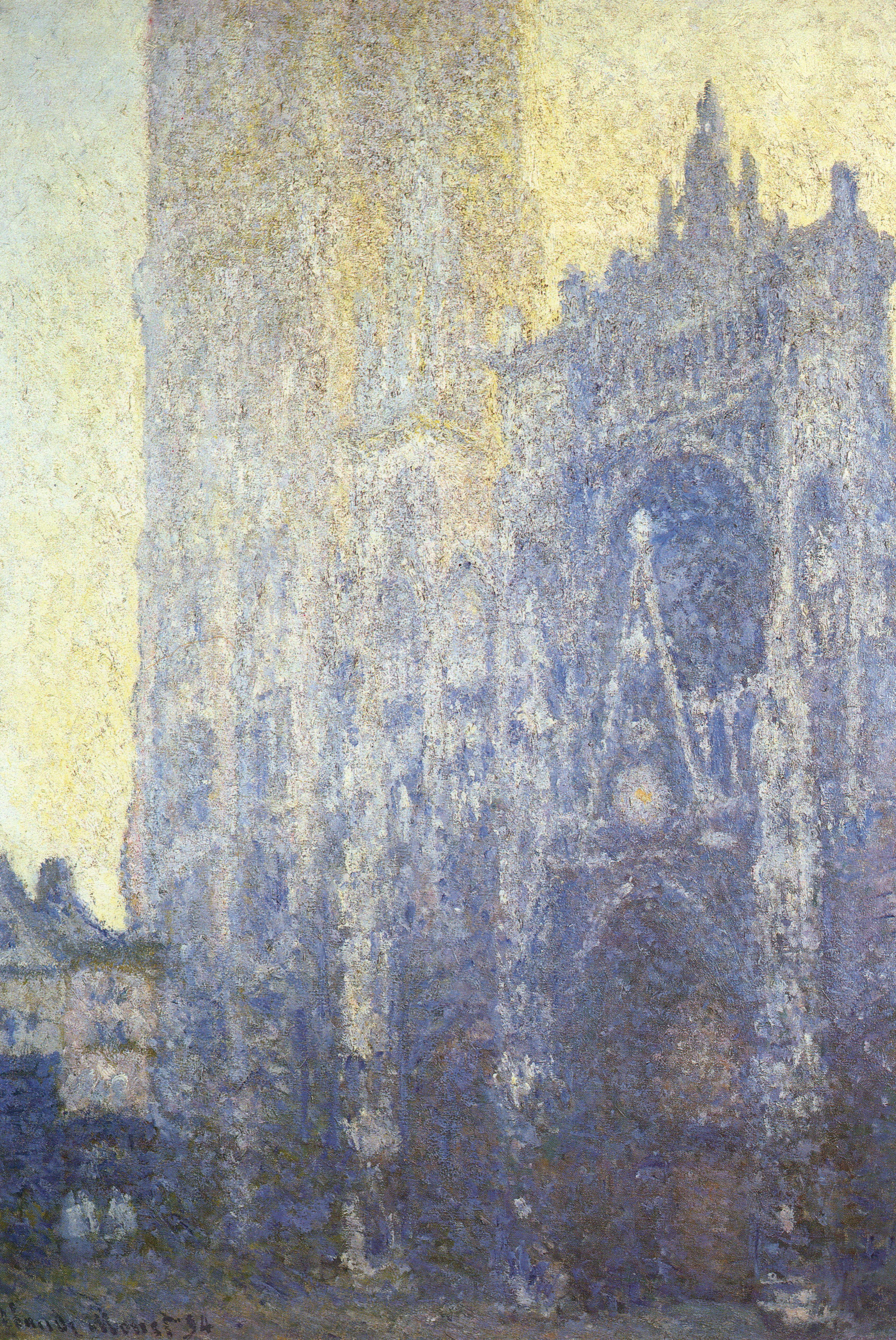
《루앙 대성당, 정면 입구와 알바넬 탑, 구름낀 날씨》 (1892년~1894년)  스위스 바이엘러 재단 소장
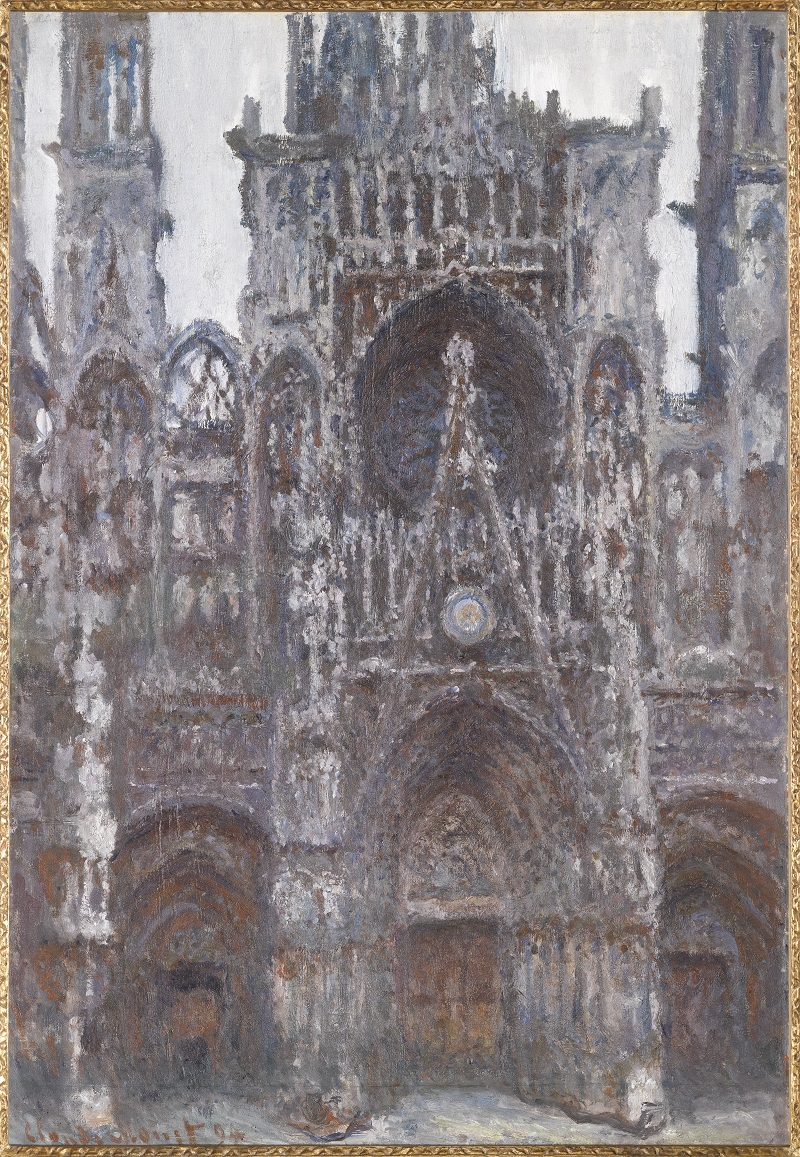
《루앙 대성당, 서쪽 입구, 구름낀 날씨》 (1892년)  프랑스 오르세 미술관 소장

## 같이 보기
- 클로드 모네의 작품 목록

## 참고 문헌
- 이 문서에는 다음커뮤니케이션(현 카카오)에서 GFDL 또는 CC-SA 라이선스로 배포한 글로벌 세계대백과사전의 내용을 기초로 작성된 글이 포함되어 있습니다.